# کلاین ویتنزه
کلاین ویتنزه (به آلمانی: Klein Wittensee) یک شهر در آلمان است که در رندسبورگ-اکرنفورده واقع شده‌است.
 کلاین ویتنزه  ۲۰۹ نفر جمعیت دارد.